# Острувек (Турецький повіт)
Острувек (пол. Ostrówek) — село в Польщі, у гміні Добра Турецького повіту Великопольського воєводства.
Населення — 117 осіб (2011).
У 1975-1998 роках село належало до Конінського воєводства.

## Демографія
Демографічна структура станом на 31 березня 2011 року:
|          | Загалом | Допрацездатний вік | Працездатний вік | Постпрацездатний вік |
| -------- | ------- | ------------------ | ---------------- | -------------------- |
| Чоловіки | 61      | 13                 | 33               | 15                   |
| Жінки    | 56      | 17                 | 21               | 18                   |
| Разом    | 117     | 30                 | 54               | 33                   |